# 투발루 체육 협회 국가 올림픽 위원회
투발루 체육 협회 국가 올림픽 위원회(영어: Tuvalu Association of Sports and National Olympic Committee)는 투발루를 대표하는 국가 올림픽 위원회이다. IOC 코드는 TUV이다. 본부는 푸나푸티에 있으며 오세아니아 국가 올림픽 위원회에 소속되어 있다.
2004년에 설립되었으며 2007년에 국제 올림픽 위원회의 승인을 받았다. 올림픽, 퍼시픽 게임, 코먼웰스 게임을 비롯한 국제 스포츠 대회에 참가하는 투발루의 선수들을 대표한다.

## 같이 보기
- 올림픽 투발루 선수단